# Rio Modjo
O rio Modjo é um curso de água da região central da Etiópia, tem como afluentes o rio Wedecha e rio Belbela.